# Esfericón truncado
El esfericón truncado es un cuerpo geométrico que se puede construir cortando un sólido de revolución cuyo corte es un octágono regular por un plano que une dos de sus vértices. Luego debe girarse 90 grados una de las mitades y volver a unir ambas partes.
El esfericón truncado posee tres superficies y dos aristas y su forma se asemeja a las marcas de una pelota de tenis. Si se lo hace rodar sobre la única superficie continua que tiene lo hace de manera similar al esfericón.